# Villa di Albola
La villa di Albola (indicata anche come castello, ma da non confondere con il castello di Albola) è un edificio storico in località Pian d'Albola 31, a Radda in Chianti, in provincia di Siena.

## Storia
Di origine longobarda, il sito fondiario nell'XI secolo fu donato da alcuni laici della zona all'arcivescovo di Milano Arnolfo II, ma alla sua morte venne frazionato in vari poderi, sotto la giurisdizione della famiglia Monterinaldi. Un documento del 1247 ricorda l'insediamento, ormai fiorentino, organizzato come una curtis dotata di un piccolo castello in cui risiedeva il signore.
Verso il 1480 la signoria del Pian d'Albola fu acquisita da Agnolo Ludovico Acciaiuoli, membro di una rilevante famiglia fiorentina. Procedendo a vari accorpamenti, tra il 1514 e il 1522 l'unità poderale si ampliò, diventando una grande azienda agraria. Nel 1636 la proprietà passò per via ereditaria ai Samminiati, grazie al matrimonio dell'ultima discendente Caterina Acciaiuoli (m. 1644) con Ascanio Samminiati. Quest'ultimo amava trascorre il tempo al Pian d'Albiola sia per la ricreazione e il riposo della vita campestre, sia per sperimentarvi le più avanzate tecniche agrarie di collina, che aumentarono notevolmente la produttività della tenuta.
Nel Settecento il Pian d'Albona divenne residenza prediletta della nuova famiglia, che in quegli anni promosse la ricostruzione e l'abbellimento delle strutture edilizie esistenti, creando una vera e propria villa corredata di un ampio parco all'intorno.
Alla morte di Ascanio, nel 1759, le proprietà passarono alla sua unica figlia Camilla, che era andata in sposa a Giovanni Camillo de' Pazzi. Alla morte della donna (1762) i beni furono amministrati dal marito in nome dei figli fino alla sua scomparsa, nel 1773, quando l'intera tenuta confluì negli ampi possedimenti della famiglia Pazzi. Nel 1861, con l'ultimo erede legittimo Gaetano maritato ad Eleonora Torrigiani, la villa passò a una delle sue figlie maritate ai Cumo. Questa famiglia seguì le sorti della tenuta fino al 1940, quando passò ai Ginori Conti, e successivamente nel 1979 fu acquistata dal gruppo Zonin.

## Descrizione
Delle costruzioni medievali restano tracce inglobate nei muri perimetrali, mentre l'edificio della fattoria degli Acciaiuoli fu demolito nel 1739 per costruire la cappella intitolata a san Giuseppe (come ricorda l'iscrizione sull'altare), dotata di campaniletto ancora esistente sul tetto della villa.
Quest'ultima mostra le proporzioni armoniose imbevute di classicità tipiche delle residenze rurali dell'aristocrazia fiorentina dell'epoca. La facciata principale mostra un portale al centro centinato e contornato da bugne, con quattro assi di finestre rettangolari disposte su due piani fino alla gronda (con architrave in pietra), oltre la quale si apre un terzo piano di servizio e svettano due torrette angolari, in pietra non intonacata e con finestre ad arco. Sopra il portale svetta anche uno stemma della famiglia Ginori e più in alto, fra le torrette, si trova il citato campaniletto a vela della cappella. Quest'ultima si trova a sinistra della facciata principale e possiede fregi sul portale con un timpano irregolare.
Gli ambienti interni si dispongono in maniera simmetrica attorno a un corridoio centrale, nonostante qualche manomissione successiva, come l'apertura di un arco nella zona della sala da pranzo. Nei sotterranei, risalenti all'epoca degli Acciaiuoli, si trovano le cantine coperte a volta.
Il giardino, di gusto francese, è caratterizzato da un lungo viale centrale fiancheggiato da alberi sempreverdi e inquadrato da statue.